# Фофорс
Фофо́рс (др.-греч. Θοθωρσης, умер в 309) — правитель Боспорского царства с 285 по 309 год.

## Биография
Выходец из алано-сарматской среды, Фофорс во время римско-боспоро-херсонесской войны 291—293 годов собрал варварские племена и выступил против Рима. Войско Фофорса дошло до реки Галис (современная Турция), где встретилось с римлянами. Фофорс потерпел поражение, после чего его власть была ограничена.
К концу своего правления Фофорс организовал мятеж против Римской империи, который был предотвращён римской армией и херсонесскими добровольцами.